# Canton de Rennes-6
Le canton de Rennes-6 est une circonscription électorale française du département d'Ille-et-Vilaine.

## Histoire
Le canton de Rennes-VI est créé par décret du 23 juillet 1973 réorganisant les quatre cantons de Rennes en dix cantons.
Il est supprimé par le décret du 16 janvier 1985 le renommant en canton de Rennes-Est.
Un nouveau découpage territorial d'Ille-et-Vilaine entre en vigueur à l'occasion des élections départementales de 2015. Il est défini par le décret du 18 février 2014, en application des lois du 17 mai 2013 (loi organique 2013-402 et loi 2013-403). Les conseillers départementaux sont, à compter de ces élections, élus au scrutin majoritaire binominal mixte. Les électeurs de chaque canton élisent au Conseil départemental, nouvelle appellation du Conseil général, deux membres de sexe différent, qui se présentent en binôme de candidats. Les conseillers départementaux sont élus pour 6 ans au scrutin binominal majoritaire à deux tours, l'accès au second tour nécessitant 12,5 % des inscrits au 1er tour. En outre la totalité des conseillers départementaux est renouvelée. Ce nouveau mode de scrutin nécessite un redécoupage des cantons dont le nombre est divisé par deux avec arrondi à l'unité impaire supérieure si ce nombre n'est pas entier impair, assorti de conditions de seuils minimaux. En Ille-et-Vilaine, le nombre de cantons passe ainsi de 53 à 27. Le canton de Rennes-6 est recréé par ce décret.
Il est formé d'une commune entière issue du canton de Rennes-Nord-Ouest et d'une fraction de la commune de Rennes. Il est entièrement inclus dans l'arrondissement de Rennes. Le bureau centralisateur est situé à Rennes.

## Représentation

### Représentation de 1973 à 1985
| Période | Période | Identité       | Étiquette | Qualité                                                  |
| ------- | ------- | -------------- | --------- | -------------------------------------------------------- |
| 1973    | 1985    | Roger Belliard | DVD       | Directeur de société Maire de Cesson-Sévigné (1971-2000) |

### Représentation depuis 2015
| Période élective | Période élective | Mandat | Mandat   | Identité                             | Nuance | Nuance | Qualité                                                                                   |
| ---------------- | ---------------- | ------ | -------- | ------------------------------------ | ------ | ------ | ----------------------------------------------------------------------------------------- |
| 2015             | 2021             | 2015   | 2020     | François André (décédé le 11/2/2020) |        | DVG    | Fonctionnaire Député (2012-2020) Ancien conseiller général du Canton de Rennes-Nord-Ouest |
| 2015             | 2021             | 2020   | 2021     | Loïc Le Fur (suppléant)              |        | PS     | Cadre à La Poste conseiller municipal de Pacé                                             |
| 2015             | 2021             | 2015   | 2021     | Véra Briand                          |        | PS     | Cadre 8e adjointe au maire de Rennes jusqu'en 2020                                        |
| 2021             | 2028             | 2021   | en cours | Jean-Paul Guidoni                    |        | EELV   | Conseiller en coopération, autoentrepreneur                                               |
| 2021             | 2028             | 2021   | en cours | Régine Komokoli                      |        | DVG    | Aide-soignante diplômée d'État                                                            |

À l'issue du 1er tour des élections départementales de 2015, deux binômes sont en ballotage : François André et Véra Briand (PS, 35,85 %) et Johann Caillard et Anaïs Jehanno (UMP, 32 %). Le taux de participation est de 49,13 % (11 042 votants sur 22 476 inscrits) contre 50,9 % au niveau départemental et 50,17 % au niveau national. 
Au second tour (29 mars 2015), François André et Véra Briand sont élus avec 54,71 % des suffrages exprimés et un taux de participation de 47,70 % (5 489 voix pour 10 721 votants et 22 476 inscrits).

## Composition

### Composition de 1973 à 1985
Lors de sa création, le canton de Rennes-VI comprend :
- les communes de Thorigné, Cesson-Sévigné et d'Acigné ;
- la portion de territoire de la ville de Rennes déterminée par les limites de la commune de Cesson-Sévigné, le cours Nord de la Vilaine et l'axe des voies ci-après : boulevard Laënnec, rue de Châteaudun, boulevard de la Duchesse-Anne, boulevard de Sévigné, boulevard de Metz, rue Zacharie-Roussin, rue Joseph-Turmel, rue Mirabeau et chemin des Gallets.

### Composition depuis 2015
| Nom                            | Code Insee | Intercommunalité | Superficie (km2) | Population (dernière pop. légale)                 | Densité (hab./km2) | Modifier                                    |
| ------------------------------ | ---------- | ---------------- | ---------------- | ------------------------------------------------- | ------------------ | ------------------------------------------- |
| Rennes (bureau centralisateur) | 35238      | Rennes Métropole | 50,39            | Fraction : 35 809 (2022) Commune : 227 830 (2022) | 4 521              | modifier les données · modifier les données |
| Pacé                           | 35210      | Rennes Métropole | 34,94            | 11 815 (2022)                                     | 338                | modifier les données · modifier les données |
| Canton de Rennes-6             | 3523       |                  |                  | 47 624 (2022)                                     |                    | modifier les données                        |

Le canton de Rennes-6 comprend désormais :
1. une commune entière,
2. la partie de la commune de Rennes non incluse dans les cantons de Rennes-1, Rennes-2, Rennes-3, Rennes-4 et Rennes-5 : soit les quartiers de Villejean (centre de vote : école Jean Moulin), de Beauregard (école Sonia Delaunay), de Beauregard et de la Touche (groupe scolaire de l'Ille).

## Démographie
En 2022, le canton comptait 47 624 habitants, en évolution de +4,42 % par rapport à 2016 (Ille-et-Vilaine : +5,46 %, France hors Mayotte : +2,11 %).
| 2013   | 2018   | 2022   |
| ------ | ------ | ------ |
| 44 127 | 45 821 | 47 624 |